# Новоянзигитовский сельсовет
Новоянзигитовский сельсовет — муниципальное образование в Краснокамском районе Башкортостана.
Административный центр — село Новый Янзигит.

## История
Согласно Закону о границах, статусе и административных центрах муниципальных образований в Республике Башкортостан имеет статус сельского поселения.
Образован в 2008 году путём объединения Старомуштинского сельсовета и Староянзигитовского сельсовета:
Закон Республики Башкортостан от 19.11.2008 г. № 49–З “Об изменениях в  административно–территориальном устройстве Республики Башкортостан в связи с объединением отдельных сельсоветов и передачей населённых пунктов”, ст.1 п. 30) б) гласит: 

 “Внести следующие изменения в административно–территориальное устройство Республики Башкортостан:
 объединить Старомуштинский и Староянзигитовский сельсоветы, присвоив наименование "Новоянзигитовский".
Включить село Старая Мушта, деревню Уртаул Старомуштинского сельсовета, село Староянзигитово, деревни Бачкитау, Новый Янзигит, Янаул
Староянзигитовского сельсовета в состав Новоянзигитовского сельсовета.
Установить административный центр Новоянзигитовского сельсовета в деревне Новый Янзигит.

Утвердить границы Новоянзигитовского сельсовета согласно представленной  схематической карте.

Исключить из учётных данных Старомуштинский и Староянзигитовский сельсоветы 

## Население
| 2002  | 2009  | 2010  | 2012  | 2013  | 2014  | 2015  |
| ----- | ----- | ----- | ----- | ----- | ----- | ----- |
| 2003  | ↘1990 | ↘1743 | ↘1709 | ↘1677 | ↘1651 | ↗1654 |
| 2016  | 2017  |       |       |       |       |       |
| ↘1628 | ↘1604 |       |       |       |       |       |

## Состав сельского поселения
| № | Населённый пункт | Тип населённого пункта          | Население |
| - | ---------------- | ------------------------------- | --------- |
| 1 | Новый Янзигит    | деревня, административный центр | ↘316      |
| 2 | Старая Мушта     | село                            | ↘563      |
| 3 | Староянзигитово  | село                            | ↘529      |
| 4 | Бачкитау         | деревня                         | ↘270      |
| 5 | Янаул            | деревня                         | ↘51       |
| 6 | Уртаул           | деревня                         | ↘14       |

### Упразднённые населённые пункты
Старонагаево — упразднённая деревня.